# ژیان‌مرغک سرخاکستری
ژیان‌مرغک سرخاکستری (نام علمی: Tyranniscus cinereiceps) گونه‌ای از پرندگان در زیرتیرهٔ Elaeniinae از تیرهٔ ژیان‌مرغ (Tyrannidae) است. در کلمبیا، اکوادور، پرو و ونزوئلا یافت می‌شود.